# キコ・ウィルソン
キコ・ウィルソン（Kiko Wilson、2月12日 - ）は、女性歌手・タレント・モデル・女優・声優・ナレーターである。妹はメグミ・ウィルソン。

## 人物
アメリカ人と日本人の両親を持つハーフで、歌手、女優として活躍している。特技は バイリンガル（日英）、日本舞踊 (9年）、歌、ダンス。趣味としてギター弾き語り、ランニング、そして韓国語の勉強を挙げている。
妹メグミ・ウィルソンが出演していたことをきっかけに、NHKラジオに出演。以降、えいごであそぼ出演をきっかけに、マルチに活躍中。

## 出演番組及び作品

### テレビ
- Disney Time
- えいごであそぼ（5年レギュラー、Eテレ）
- 特集ドラマ「生きたい たすけたい」（NHK） - アリス 役
- ネプリーグ 出題者 (2018年 - 、フジテレビ)

### 映画
- 「間」Aida[1](2020年)-母 ※東京映画賞で主演女優賞銀賞[2]など数多く受賞
- われ弱ければ～矢嶋楫子伝～[3](2022年2月12日上映開始)
- 惑星ラブソング（2025年6月13日）[4]

### CM
- 名古屋製酪 スジャータ[5] イメージキャラクター(2016年 - )

### ラジオ
- 基礎英語2（2010年度・2011年度　NHKラジオ第2放送）（講師パートナー）
- 基礎英語1（2012年度・2013年度　NHKラジオ第2放送）（講師パートナー）

### CD
- こどもらうんじ えいご[6]
- こどもらうんじ えいご2[7]
- こどもらうんじ Merry Christmas[8]
- ぶっとびプレイズ (feat. キコ・ウィルソン) [9]
- Let’s Go!! -ぶっとびさんび13-[10]

### MC
- よしきチャンネル
- 東京国際映画祭・アメリカン航空パーティー
- Run For The Cure Japan ガラ　「第17回ピンクボール・2019」
- Damah International Film Festival 2019 オフィシャルMC

### スチール
- スタジオルンバ
- PUMA
- NHK x レスリーキー 「東京2020で変わる」
- PREPPY 雑誌
- SHINBIYO 雑誌

### ステージ
- ライブ： 東京、福岡、大阪、神戸、名古屋、三重、千葉、埼玉、石巻NGOとタイアップクリスマスコンサート、東京女子大学　など多数
- NHK ワンワンといっしょ! 夢のキャラクター大集合～真冬の大運動会～  @名古屋の日本ガイシホール、国立代々木競技場
- ベネッセしまじろうスペシャルコンサート @有明コロシアム　with Puffy and World Order
- Happy Mama Festa 2018 ライブ出演
- ベネッセ 英語 ミュージカル　ENGLISH CONCERT FOR KIDS

2015 (夏、冬全国ツアー公演）（キコ役）
2016（夏、冬全国ツアー公演）
2017 (夏全国ツアー公演）
- JoyFest[11][12] @ よみうりランド ゲスト出演　2018, 2019

### ナレーション
- シルバニアファミリーCM
- PARCO
- ベネッセ
- NHK
- NHK World "Catch Japan"
- Adobe (USA)
- HelloTalk CM

### インタービュー
- 東京FM
- Day by Day JFN Park
- CGNTV
- NHKウィークリーステラ

### 声優
- 厚生労働省・献血啓発アニメ「誕生!!KKT21」（赤池 恵美奈役）

### その他
- えいごではなそう ペッピーキッズ（2004年、中央出版） - エミー 役
- ベネッセ 「こどもちゃれんじ/ぽけっと」（レギュラー出演中）
- ベネッセ 「こどもちゃれんじEnglish/ぷち」（レギュラー出演中）
- ベネッセ 「こどもちゃれんじEnglish/ほっぷ」（レギュラー出演中）
- ベネッセ 「こどもちゃれんじEnglish/すてっぷ」（レギュラー出演中）
- 日本語のこどもちゃれんじ全シリーズ　「えいごコンテンツ」（レギュラー出演中）
- セブンイレブン発売「えいごであそぼ」本
- マクドナルド　ハッピーセットDVD出演　2019, 2018